# Wieniow
Wieniow – miasto w Rosji, w obwodzie tulskiego, 52 km na wschód od Tuły. W 2009 liczyło 15 424 mieszkańców.